# Hjortshög
Hjortshög is een plaats in de gemeente Helsingborg in de provincie Skåne län en het landschap Skåne, dit zijn de zuidelijkste provincie en landschap van Zweden. De plaats heeft 87 inwoners (2000) en een oppervlakte van 20 hectare.